# II wojna punicka

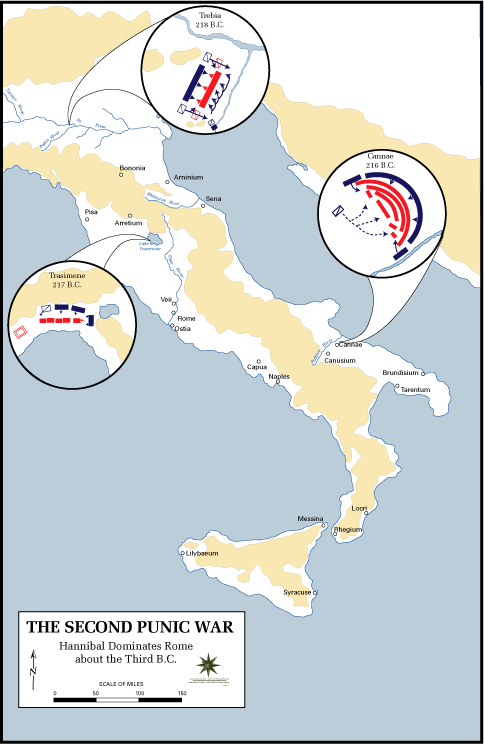
Główne zwycięstwa Hannibala

Druga wojna punicka toczyła się w latach 218–201 p.n.e. między Kartaginą i Rzymem. Była to druga i największa z wojen punickich.
Prowadzona była na Półwyspie Apenińskim, Iberyjskim, na Sycylii i w Afryce Północnej. Jej główną postacią był Hannibal, kartagiński wódz z rodu Barkidów. Pretekstem do wojny było zaatakowanie przez Hannibala Saguntu, sprzymierzonego z Rzymem iberyjskiego miasta na obecnym wybrzeżu Walencji.
Hannibal przeprawiwszy się ze swoją armią z Hiszpanii przez Alpy do Italii postanowił zaskoczyć Rzymian od północy. Mimo wyczerpującej przeprawy przez góry (armia straciła m.in. większość słoni bojowych) odniósł szereg imponujących zwycięstw (bitwa nad Trebią, bitwa nad Jeziorem Trazymeńskim, bitwa pod Kannami), jednakże z uwagi na ograniczone możliwości logistyczne i rekrutacyjne nie mógł wykorzystać swoich zwycięstw.
W tym czasie Rzymianie najpierw przystąpili do podboju kartagińskich posiadłości w Hiszpanii, a potem za radą Scypiona Afrykańskiego Starszego zaatakowali afrykańskie centrum kartagińskiego imperium, co spowodowało odwołanie armii Hannibala z Italii. W 202 p.n.e. Scypion Afrykański pokonał Hannibala w bitwie pod Zamą.
Po wojnie Rzym zagarnął posiadłości Kartaginy w Hiszpanii. Oprócz tego Kartagina musiała zniszczyć swoją flotę, przekazać część posiadłości afrykańskich numidyjskim sprzymierzeńcom Rzymu i zapłacić ogromną kontrybucję.

## Przygotowania do wojny
W okresie poprzedzającym wybuch wojny Hamilkar Barkas wraz ze swoimi synami Hannibalem, Hazdrubalem, Magonem oraz ze swym zięciem Hazdrubalem Pięknym w toku walk z Iberami i Celtyberami rozszerzyli panowanie Kartaginy nad częścią Półwyspu Iberyjskiego wzmacniając ją ekonomicznie i wojskowo. Po śmierci Hamilkara Barkasa dowództwo nad armią przejął jego zięć Hazdrubal Piękny. Z kolei po jego śmierci dowództwo objął Hannibal.

## Szczegółowy przebieg wojny
Miasto Sagunt w Hiszpanii wystosowało do Rzymu list, w którym
była prośba o „opiekę”, postawiło to w stan gotowości armię Kartaginy i co za tym idzie, armię przeciwników.
Na dodatek to samo miasto w 219 p.n.e. napadło na jedno z podległych Hannibalowi plemion iberyjskich. W odwecie kartagiński wódz rozpoczął oblężenie miasta. Po ośmiu miesiącach oblężenia, pozbawiony rzymskiej pomocy Sagunt skapitulował (219 p.n.e.). W związku z tym Rzym wysłał do Kartaginy poselstwo z żądaniem wydania Hannibala jako podżegacza wojennego. Powróciło ono jednak z niczym. Wojna stała się faktem.
Obie strony przyjęły taktykę ofensywną – Rzymianie planowali prowadzić wojnę w Hiszpanii i w Afryce, natomiast Hannibal w Italii. Szybszy okazał się wódz kartagiński.
Wiosną 218 p.n.e. Hannibal wyruszył ze swej hiszpańskiej stolicy Nowej Kartaginy z armią liczącą ok. 100 tys. zbrojnych i przez Pireneje wkroczył do Galii. Maszerując wzdłuż śródziemnomorskiego wybrzeża dotarł do ujścia Rodanu. Aby ominąć idącą mu naprzeciw armię konsula Publiusza Korneliusza Scypiona, przeprawił się przez Rodan w górnym jego biegu i znalazł się u podnóża Alp, które przeszedł z dużymi stratami. Uzupełnił je jednak tysiącami Galów, którzy przyłączyli się do jego armii.
Do pierwszego starcia z Rzymianami doszło nad rzeką Ticinus, które – tak jak i następna bitwa nad rzeką Trebią – przyniosło Hannibalowi zwycięstwo, otwierające drogę do środkowej Italii.
W następnym roku podczas przemarszu doliną rzeki Arno Hannibal zaskoczył konsula Flaminiusza nad Jeziorem Trazymeńskim. Cała rzymska armia została zniszczona. Klęska spowodowała umocnienie się w Rzymie stronnictwa Fabiuszy – dyktatorem został Kwintus Fabiusz Maksymus. Drugim dyktatorem po kilku miesiącach (bardzo niezwykła sytuacja, bo zazwyczaj dyktator był jeden) obwołano Marka Minucjusza Rufusa, który przy Fabiuszu sprawował dotąd urząd magistra equitum. W roku 216 p.n.e. wybrano konsulami Terencjusza Warrona i Emiliusza Paulusa. Otrzymali oni pod swoje dowództwo gigantyczną armię. Konsulowie wydali Hannibalowi bitwę pod Kannami, w której pomimo dwukrotnej przewagi liczebnej zostali rozgromieni przez kartagińskiego wodza.
W roku 215 p.n.e. Hannibal zawarł z królem Macedonii Filipem V traktat kartagińsko-macedoński. Polityczną istotą tego traktatu było porozumienie, zorientowane na potrzeby wojny rzymsko-kartagińskiej, którą Hannibal prowadził w Italii. Zapewniał sobie w nim pomoc macedońskiego króla, na wypadek gdyby miało się to okazać konieczne.
Sytuacja Rzymu stała się groźna, cześć sprzymierzeńców przeszła na stronę Hannibala (Samnici, Lukanowie, Brucjowie, Kapua i inne miasta kampańskie i greckie). Rzym, nie mogąc pokonać Hannibala, postanowił uderzyć w Hiszpanii i na Sycylii, gdzie Syrakuzy opowiedziały się po stronie Hannibala. W 212 p.n.e. armia dowodzona przez Marka Klaudiusza Marcellusa zdobyła Syrakuzy. W rękach rzymskich znalazła się cała Sycylia.
Również sytuacja w Hiszpanii zaczęła sprzyjać Rzymowi. W latach 218 i 217 p.n.e. bracia Scypionowie, Publiusz i Gnejusz, podjęli ofensywę i zdobyli Sagunt. Jednak w 211 p.n.e. zginęli, a ich dzieło kontynuował syn Publiusza, Publiusz Korneliusz Scypion Afrykański. Zdobył on w 209 p.n.e. Nową Kartaginę i pokonał pod Baeculą w 208 p.n.e. brata Hannibala – Hazdrubala. Do 206 p.n.e. cała południowa część Półwyspu Pirenejskiego została podbita przez Rzymian. Tymczasem Hazdrubal podążył przez Pireneje i Alpy na pomoc bratu, którego sytuacja znacznie się pogorszyła, gdy w 211 p.n.e. Rzymianie zdobyli jego główną bazę w Italii – Kapuę, a następnie zajęli całą Kampanię i Tarent (209 p.n.e.).
W tym czasie armia Hannibala składała się głównie z mieszkańców Italii. Ich morale było dużo słabsze niż wojsk, z którymi Hannibal przybył do Italii dziewięć lat wcześniej. Oligarchowie z Kartaginy nie nadsyłali mu obiecanych posiłków, bo obawiali się wzrostu jego potęgi i z zazdrości o pozycję jaką zajmował ród Barkidów. Hazdrubal dotarł do Italii, ale jego armia została zniszczona a on sam zginął w bitwie nad Metaurusem w 207 p.n.e., zanim połączył się z bratem. Pozbawiony szans na otrzymanie posiłków Hannibal wycofał się na południe Italii i tam zawzięcie odpierał ataki wielokrotnie liczniejszych wojsk Rzymian.
W 204 p.n.e. rzymska armia pod wodzą Scypiona wylądowała w Afryce. W następnym roku Kartagina odwołała Hannibala z Italii do Afryki, by powstrzymał i pokonał Scypiona. Szczęście jednak odwróciło się od niego i w 202 p.n.e. pod Zamą poniósł klęskę w bitwie z wojskami rzymsko-numidyjskimi.
Kartagina nie była już w stanie dłużej prowadzić wojny. W 201 p.n.e. podpisano pokój, na mocy którego Kartagińczycy mogli zatrzymać tylko swoje posiadłości w Afryce. Nie mogli prowadzić wojen bez zgody Rzymu, a ponadto zmuszeni zostali do zapłacenia gigantycznej kontrybucji 10 tysięcy talentów srebra w ciągu 50 lat oraz musieli wydać Rzymowi cała swoją flotę z wyjątkiem 10 okrętów strażniczych i dać zakładników jako rękojmię wypełnienia wynikających z traktatu warunków. Poczynań Kartaginy w Afryce miał pilnować Masynissa król Numidii, który wspomagał Scypiona w bitwie pod Zamą.
Tak opisuje Polibiusz (XV,18) warunki traktatu zamykającego drugą wojnę punicką:
Mogą Kartagińczycy zatrzymać w Afryce te miasta, które posiadali przed wydaniem tej ostatniej wojny Rzymowi, a także kraj dawny, bydło, służbę i resztę mienia, zobowiązują się naprawić Rzymowi wszelkie szkody, muszą wydać jeńców i zbiegów wojennych z całego okresu wojny, wydać wszystkie okręty wojenne z wyjątkiem 10 trier, podobnie słonie. Wojny nie wypowiadać nikomu poza Afryką w ogóle, a w Afryce tylko za zgodą Rzymian. (...) cokolwiek należy do króla Masynissy lub jego przodków w obrębie granic jakie im zostaną wskazane, oddać Masynissie (...) dostarczyć wyżywienie dla wojska rzymskiego na trzy miesiące i płacić mu tak długo żołd, aż z Rzymu nie nadejdzie odpowiedź co do warunków pokoju. Wypłacić Rzymowi dziesięć tysięcy talentów w ciągu lat pięćdziesięciu, ratami po 200 talentów eubejskich rocznie. Jako porękę wydać stu zakładników, w wieku od 14 lat do 30 lat. (przekład w: Dąbrowa E. Dzielska M., Wybór tekstów źródłowych..., UJ Kraków 1979).

## Armia Hannibala
Wojsko Hannibala było istnym tyglem narodowościowym. Samych Kartagińczyków było w nim niewielu – wyjątek stanowiła grupa kilkuset oficerów, wyróżniających się purpurowymi płaszczami, trochę oddziałów saperskich, budujących mosty i machiny wojenne. Znakomitą lekką kawalerię stanowili Numidyjczycy, Maurowie znad Atlantyku i Garamanci w pancerzach ze skór węży. Ci pustynni jeźdźcy, uzbrojeni w oszczepy, sztylety i tarcze obite skórą słoni, specjalizowali się w zwiadzie i pościgu. Przeważnie na koniach poruszali się Balearowie, czyli „miotacze”, uznawani za najlepszych procarzy czasów starożytnych. Na ramieniu mieli zawieszone 3 proce różnej długości. Ciężkozbrojną piechotę i jazdę tworzyli libijscy poddani Kartaginy, dzierżący włócznie o długich grotach. Ciężka kawaleria i piechota były rekrutowane również pośród Iberów i Celtyberów. Do tego zaliczyć należy również przeróżnej maści banitów, renegatów, świętokradców, którzy uciekli ze swoich krain spod katowskiego topora. Armię dodatkowo wzmacniało 37 słoni bojowych, wśród nich największy – Syriusz, na którym od czasu do czasu zasiadał sam Hannibal.

## Najważniejsze bitwy
- 218 p.n.e.
  - bitwa nad rzeką Ebro
  - bitwa nad Rodanem

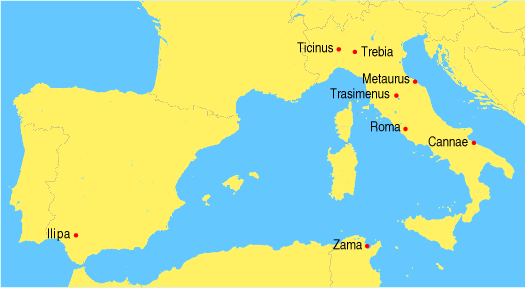
Miejsca najważniejszych bitew drugiej wojny punickiej

  - bitwa pod Cissis (Rzymianie Gnejusza pokonali Kartagińczyków – 600 zabitych, 2 tys. jeńców)
  - bitwa nad rzeką Ticinus (zwycięstwo Kartagińczyków nad Rzymianami Publiusza Scypiona)
  - bitwa nad Trebią
- 217 p.n.e.
  - bitwa nad Jeziorem Trazymeńskim
  - bitwa morska u ujścia Ebro (Gnejusz Korneliusz Scypion pokonał flotę punicką zdobywając kilka okrętów)
- 216 p.n.e.
  - bitwa pod Gerunium (Hannibal wciągnął w zasadzkę armię Rufusa zadając jej wielkie straty)
  - bitwa pod Kannami
- 215 p.n.e.
  - bitwa pod Grumentum (Rzymianie Longusa – 280 zabitych – zwyciężyli Kartagińczyków Hanno – 2 tys. zabitych)
  - bitwa pod Nolą (Rzymianie Marcellusa – 1 tys. zabitych – pobili Kartagińczyków Hannibala – 5 tys. zabitych)
  - bitwa pod Cagliari (22 tys. rzymskiej piechoty i 1200 jazdy pod wodzą Torquatusa pokonało Kartagińczyków Hazdrubala (pojmany) – 12 tys. zabitych, 3700 jeńców)
  - bitwa pod Iberą (Hazdrubal Barkida pokonany przez Scypionów)
  - bitwa pod Iliturgi (16 tys. Rzymian zwyciężyło 60 tys. Kartagińczyków)
  - bitwa pod Intibili (zwycięstwo Rzymian nad Kartagińczkami – 13 tys. zabitych, 2 tys. jeńców)
- 214 p.n.e.
  - bitwa pod Beneventum (Rzymianie Grachusa – 2 tys. zabitych pobili Kartagińczyków Hannona – 16 tys. zabitych)
  - bitwa pod Nolą (Rzymianie Marcellusa – 400 zabitych – zwyciężyli Kartagińczyków Hannibala – 2 tys. zabitych)
- 213 p.n.e.
  - bitwa pod Mundą
  - bitwa pod Aurinks (Rzymianie Gnejusza Scypiona pokonali Kartagińczyków – 8 tys. zabitych)
- 212 p.n.e.
  - pierwsza bitwa pod Herdonią
  - oblężenie Syrakuz
- 211 p.n.e.
  - oblężenie Kapui
  - bitwy pod Lorca, Porta Collina
  - bitwa pod Castulo (Caslona) 211 p.n.e.
- 210 p.n.e.
  - bitwa morska pod Sapriportis
  - masakra Kartagińczyków w Akragas
  - druga bitwa pod Herdonią (Kartagińczycy Hannibala pobili Rzymian Gnejusza Fulwiusza Centumalusa, który poniósł śmierć)
  - bitwa pod Numistro
- 209 p.n.e.
  - bitwa pod Canusium (Kartagińczycy Hannibala pokonali Rzymian Marcellusa – 2700 strat)
  - bitwa o Nową Kartaginę
  - zdobycie Kaulonii (30 tys. ludzi Rzymianie sprzedali w niewolę)
- 208 p.n.e.
  - bitwa pod Petelią (5 tys. Kartagińczyków zabiło w zasadzce 2 tys. Rzymian a 1,5 tys. wzięło do niewoli, krótko potem w tej samej okolicy w zasadzkę wpadli podczas rekonesansu dwaj konsulowie, którym towarzyszyło zaledwie 300 konnych; Klaudiusz Marcellus zginął, ciężko ranny Tytus Kryspinus uszedł z zasadzki, ale zmarł od odniesionych ran)
  - bitwa pod Baeculą (porażka Hazdrubala)
  - bitwa pod Wenuzją (Numidyjczycy pokonali Rzymian Marcellusa (poniósł śmierć) i Crispinusa (odniósł rany))
  - bitwa morska pod Kelibią (Rzymianie Valeriusa pobili Kartagińczyków, którzy stracili 18 z 83 okrętów)
- 207 p.n.e.
  - bitwa morska pod Aspis (największa morska bitwa w czasie wojny – 100 okrętów rzymskich pod wodzą Lewinusa pokonało 83 jednostki kartagińskie)
  - bitwa nad Metaurusem
- 206 p.n.e.
  - bitwa pod Ilipą (Alcala del Rio-klęska wojsk Hazdrubala Giskona)
  - bitwa morska pod Carteią (Rzymianie Laeliusa – 8 okrętów – pokonali Kartagińczyków Adherbala – również 8 okrętów; 2 zatopione, 1 uszkodzony)
- 204 p.n.e.
  - bitwa pod Kroton (nierozstrzygnięte starcie Kartagińczyków Hannibala i Rzymian Semproniusza)
- 203 p.n.e.
  - bitwa na przepolach Cyrty (klęska Syfaksa) 23 czerwca 203 p.n.e.
  - bitwa pod Utyką (klęska armii punickiej)
  - bitwa nad rzeką Bagradas (bitwa na Wielkich Równinach) – klęska Punijczyków
- 202 p.n.e.
  - bitwa pod Zamą (34 tys. Rzymian Scypiona pokonuje 58 tys. Kartagińczyków Hannibala; straty rzymskie: 1,5 tys. zabitych, 4 tys. rannych; straty kartagińskie: 20 tys. zabitych, 15 tys. jeńców)